# Fortune's Mask
Fortune's Mask è un film muto del 1922 diretto da Robert Ensminger. La sceneggiatura di C. Graham Baker si basa sull'omonimo racconto di O. Henry, pubblicato a New York nel suo Cabbages and Kings del 1904.

## Trama
Dicky Maloney, un nuovo arrivato irlandese in una città centroamericana, conquista il cuore della gente e l'amore di Pasa Ortiz con il suo fascino e le sue audaci azioni contro l'esercito. Alla fine si rivela figlio di un presidente deposto, guida con successo una rivoluzione e diventa lui stesso presidente.

## Produzione
Il film fu prodotto dalla Vitagraph Company of America.

## Distribuzione
Il copyright del film, richiesto dalla Vitagraph, fu registrato il 18 agosto 1922 con il numero LP18171.
Distribuito dalla Vitagraph Company of America, il film uscì nelle sale cinematografiche statunitensi il 22 ottobre 1922.
Non si conoscono copie ancora esistenti della pellicola che viene considerata presumibilmente perduta.